# Fondation Xeric

La fondation Xeric est une entreprise privée à but non-lucratif basée à Northampton dans le Massachusetts qui pendant vingt ans a décerné un prix pour des créateurs de comics qui s'auto-publiaient. Ce prix était accompagné d'une somme pour qu'ils puissent diffuser leurs œuvres. La fondation a aussi aidé des organisations charitables à but non-lucratif. La fondation Xeric est l'idée de Peter Laird, cocréateur des Tortues Ninja.

## Mission et opération
Laird établit la fondation Xeric avec deux objectifs. Le premier est d'aider les auteurs de comics qui veulent s'auto-éditer, le second est d'aider les associations caritatives. Elle est cependant plus connue pour avoir permis à de nombreux auteurs de diffuser leurs comics.
Les auteurs pouvant prétendre à l'aide de la fondation devaient produire des comics indépendants. La somme offerte par la fondation permettait d'assurer une partie des coûts de l'édition mais ne devait pas tout prendre en charge car il s'agissait de laisser l'auteur faire l'expérience de tout le processus nécessaire à l'auto-édition.

## Histoire
Laird imagine la fondation en 1992 et lui donne le nom de Xeric à partir d'un mot joué lors d'une partie de Scrabble avec son frère Don. Les premiers prix sont distribués en septembre 1992 à Robert Eaton, Michael Kasper, Jeff Nicholson, et Wayne Wise & Fred Wheaton. En 2011 la fondation annonce qu'elle cesse de distribuer son prix car internet permet maintenant à des artistes indépendants de diffuser largement leurs travaux. Les derniers prix sont donc distribués en 2012 et la fondation se consacre à aider des associations caritatives. Au total, la fondation a distribué plus de 2 millions de dollars à des créateurs de comics depuis 1992.

## Récipiendaires
Parmi les auteurs qui ont bénéficié du prix Xeric se trouvent Megan Kelso (1993), David Lasky (1993), Jason Lutes (1993), Adrian Tomine (1993), Tom Hart (1994), Jessica Abel (1995), James Sturm (1996), Ellen Forney (1997), Jim Ottaviani (1997), Gene Yang (1997), Jason Little (1998), David Choe (1999), Nick Bertozzi (1999), Jason Shiga (1999), Jen Sorensen (2000), Farel Dalrymple (2000), Anders Nilsen (2000), Leland Purvis (2000), Jordan Crane (2001), Brian Ralph (2001), Hans Rickheit (2001), Donna Barr (2002), Derek Kirk Kim (2002), Sonny Liew (2002), Lauren Weinstein (2002), Josh Neufeld (2004), Karl Stevens (2004), Fred Van Lente (2004), David Heatley (2005), Jeff Lemire (2005), Jesse Moynihan (2006), Lars Martinson (2007).